# Tweede klasse 2013-14 (voetbal België)
Het seizoen 2013/14 van de Belgische Tweede Klasse ging van start in de zomer van 2013 en eindigde in het voorjaar van 2014.

## Naamswijzigingen
- FC Brussels wijzigde zijn naam in RWDM Brussels FC.
- Verbroedering Geel-Meerhout wijzigde zijn naam in AS Verbroedering Geel.
- R. White Star Woluwe FC wijzigde zijn naam in R. White Star Bruxelles.

## Gedegradeerde teams
Geen enkel team was gedegradeerd uit de Eerste Klasse naar Tweede Klasse voor de start van het seizoen. De verliezer van Play-off III uit Eerste Klasse in 2012-2013 was K. Beerschot AC. Deze club kreeg echter geen licentie voor Tweede Klasse en degradeerde onmiddellijk naar Derde Klasse, maar ging nadien een fusie aan met KFCO Wilrijk onder het stamnummer van Wilrijk, en onder de nieuwe naam KFCO Beerschot-Wilrijk, waardoor Beerschot uit Derde klasse verdween. Cercle Brugge had Play-off III gewonnen, nam deel aan de eindronde met drie tweedeklassers en slaagde erin die te winnen, waardoor de club in Eerste Klasse bleef en er geen degradant naar Tweede Klasse was.

## Gepromoveerde teams
Deze teams promoveerden uit Derde Klasse:
- Hoogstraten VV (kampioen 3A)
- R. Excelsior Virton (kampioen 3B)
- Verbroedering Geel-Meerhout (winst eindronde)

## Promoverende teams
Deze teams promoveren naar Eerste Klasse op het eind van het seizoen:
- KVC Westerlo (kampioen)
- R. Mouscron-Péruwelz (eindrondewinnaar)

## Degraderende teams
Deze teams degraderen naar Derde Klasse op het eind van het seizoen:
- RCS Visétois (laatste)
- RWDM Brussels FC (kreeg geen licentie)
- Hoogstraten VV (eindrondeverliezer)

## Ploegen
Deze ploegen speelden in het seizoen 2013/2014 in de Tweede Klasse:
| Stam- nummer | Club                    | Plaats                 | Trainer                 | Vorige trainers seizoen 2013/2014             |    |
| ------------ | ----------------------- | ---------------------- | ----------------------- | --------------------------------------------- | -- |
| 4276         | KAS Eupen               | Eupen                  | Bartolomé Márquez López |                                               | 1  |
| 2554         | Lommel United           | Lommel                 | Stijn Vreven            |                                               | 2  |
| 369          | RCS Visétois            | Wezet                  | Philippe Medery         |                                               | 3  |
| 1            | R. Antwerp FC           | Deurne, Antwerpen      | Jimmy Floyd Hasselbaink |                                               | 4  |
| 5632         | AFC Tubize              | Tubeke                 | Dante Brogno            |                                               | 5  |
| 2366         | Hoogstraten VV          | Hoogstraten            | Regi Van Acker          |                                               | 6  |
| 2948         | KSK Heist               | Heist-op-den-Berg      | Francis Bosschaerts     |                                               | 7  |
| 1936         | RWDM Brussels FC        | Sint-Jans-Molenbeek    | Jean-Guy Wallemme       | Didier Beugnies                               | 8  |
| 167          | R. Boussu Dour Borinage | Boussu                 | Arnauld Mercier         |                                               | 9  |
| 134          | KSV Roeselare           | Roeselare              | Serhij Serebrennikov    |                                               | 10 |
| 90           | SC Eendracht Aalst      | Aalst                  | René Desaeyere          | Chris Janssens                                | 11 |
| 5750         | R. White Star Bruxelles | Sint-Lambrechts-Woluwe | John Bico               | Jean-Guy Wallemme, Abdou Karim Ba, Lionel Bah | 12 |
| 200          | R. Excelsior Virton     | Virton                 | Frank Defays            |                                               | 13 |
| 373          | K. Sint-Truidense VV    | Sint-Truiden           | Yannick Ferrera         |                                               | 14 |
| 2024         | KVC Westerlo            | Westerlo               | Dennis van Wijk         |                                               | 15 |
| 216          | R. Mouscron-Péruwelz    | Moeskroen              | Rachid Chihab           | Arnaud Dos Santos                             | 16 |
| 2169         | AS Verbroedering Geel   | Geel                   | Eric Franken            |                                               | 17 |
| 606          | KFC Dessel Sport        | Dessel                 | Guido Brepoels          | Frank Machiels, Dirk Thoelen                  | 18 |

## Klassement
|    |    |                         | P  | W  | G  | V  | +  | -  | DS  | Ptn |
| -- | -- | ----------------------- | -- | -- | -- | -- | -- | -- | --- | --- |
| K  | 1  | KVC Westerlo            | 34 | 24 | 6  | 4  | 67 | 23 | +44 | 78  |
| EP | 2  | KAS Eupen               | 34 | 22 | 8  | 4  | 75 | 27 | +48 | 74  |
| EP | 3  | K. Sint-Truidense VV    | 34 | 20 | 7  | 7  | 51 | 31 | +20 | 67  |
| EP | 4  | R. Mouscron-Péruwelz    | 34 | 20 | 6  | 8  | 53 | 27 | +26 | 66  |
|    | 5  | Lommel United           | 34 | 16 | 11 | 7  | 56 | 34 | +22 | 59  |
|    | 6  | AFC Tubize              | 34 | 15 | 9  | 10 | 59 | 45 | +14 | 54  |
|    | 7  | R. Antwerp FC           | 34 | 13 | 10 | 11 | 47 | 35 | +12 | 49  |
| D  | 8  | RWDM Brussels FC        | 34 | 12 | 9  | 13 | 38 | 41 | -3  | 45  |
|    | 9  | R. Boussu Dour Borinage | 34 | 12 | 9  | 13 | 45 | 51 | -6  | 45  |
|    | 10 | AS Verbroedering Geel   | 34 | 11 | 10 | 13 | 45 | 49 | -4  | 43  |
|    | 11 | SC Eendracht Aalst      | 34 | 11 | 9  | 14 | 37 | 49 | -12 | 42  |
|    | 12 | R. White Star Bruxelles | 34 | 10 | 10 | 14 | 37 | 38 | -1  | 40  |
|    | 13 | R. Excelsior Virton     | 34 | 10 | 8  | 16 | 47 | 48 | -1  | 38  |
|    | 14 | KFC Dessel Sport        | 34 | 10 | 5  | 19 | 37 | 60 | -23 | 35  |
|    | 15 | KSV Roeselare           | 34 | 8  | 11 | 15 | 41 | 62 | -21 | 35  |
|    | 16 | KSK Heist               | 34 | 7  | 10 | 17 | 38 | 74 | -36 | 31  |
| ED | 17 | Hoogstraten VV          | 34 | 7  | 7  | 20 | 33 | 61 | -28 | 28  |
| D  | 18 | RCS Visétois            | 34 | 2  | 7  | 25 | 26 | 77 | -51 | 13  |

P: wedstrijden gespeeld, W: wedstrijden gewonnen, G: gelijke spelen, V: wedstrijden verloren, +: gescoorde doelpunten, -: doelpunten tegen, DS: doelsaldo, Ptn: totaal punten
 K: kampioen en promotie, EP: eindronde voor promotie, ED: eindronde voor degradatie D: degradatie

## Periodekampioenen
Tijdens het seizoen werden periodetitels toegekend. Periodewinst levert een plaats in de eindronde op.
- Eerste periode: KAS Eupen, 26 punten
- Tweede periode: KVC Westerlo, 25 punten
- Derde periode: KVC Westerlo, 31 punten

## Eindronde voor promotie

### Wedstrijden
| Datum  | Uur   | Wedstrijd                               | Uitslag |
| ------ | ----- | --------------------------------------- | ------- |
| 04 mei | 15:00 | Oud-Heverlee Leuven - Mouscron-Péruwelz | 0 - 0   |
| 04 mei | 15:00 | Sint-Truiden - Eupen                    | 2 - 3   |
| 08 mei | 20:30 | Eupen - Oud-Heverlee Leuven             | 0 - 3   |
| 08 mei | 20:30 | Mouscron-Péruwelz - Sint-Truiden        | 2 - 1   |
| 11 mei | 15:00 | Mouscron-Péruwelz - Eupen               | 0 - 1   |
| 11 mei | 15:00 | Oud-Heverlee Leuven - Sint-Truiden      | 0 - 1   |
| 15 mei | 20:30 | Eupen - Mouscron-Péruwelz               | 2 - 2   |
| 15 mei | 20:30 | Sint-Truiden - Oud-Heverlee Leuven      | 2 - 1   |
| 18 mei | 15:00 | Eupen - Sint-Truiden                    | 2 - 2   |
| 18 mei | 15:00 | Mouscron-Péruwelz - Oud-Heverlee Leuven | 1 - 0   |
| 22 mei | 20:30 | Sint-Truiden - Mouscron-Péruwelz        | 2 - 4   |
| 22 mei | 20:30 | Oud-Heverlee Leuven - Eupen             | 2 - 1   |

### Klassement
|    |                      | P | W | G | V | +  | -  | DS | Ptn |
| -- | -------------------- | - | - | - | - | -- | -- | -- | --- |
| 1. | R. Mouscron-Péruwelz | 6 | 3 | 2 | 1 | 9  | 6  | +3 | 11  |
| 2. | KAS Eupen            | 6 | 2 | 2 | 2 | 9  | 11 | -2 | 8   |
| 3. | K. Sint-Truidense VV | 6 | 2 | 1 | 3 | 10 | 12 | -2 | 7   |
| 4. | Oud-Heverlee Leuven  | 6 | 2 | 1 | 3 | 6  | 5  | +1 | 7   |

P: wedstrijden gespeeld, W: wedstrijden gewonnen, G: gelijke spelen, V: wedstrijden verloren, +: gescoorde doelpunten, -: doelpunten tegen, DS: doelsaldo, Ptn: totaal punten
Na de eindronde promoveerde naast kampioen KVC Westerlo ook R. Mouscron-Péruwelz naar Eerste Klasse.

## Degradatie-eindronde
Het team dat 17de eindigde, Hoogstraten VV, speelde een eindronde met een aantal derdeklassers en ging daar van start in de tweede ronde van die eindronde.
De officiële benamingen van deze competitie luidden achtereenvolgens Bevordering (van 1909 tot 1926), Eerste Afdeling (van 1926 tot 1952), Tweede Klasse (van 1952 tot 2016). 
In 2016 werd de Tweede Klasse opgeheven en vervangen door Eerste klasse B en Eerste klasse Amateurs.
Nationaal voetbal · Regionaal voetbal · Provinciaal voetbal · KBVB · Nationaal voetbalelftal · Nationaal dameselftal
Belgisch nationaal voetbal
Eerste klasse A · Eerste klasse B · Eerste nationale · Beker van België · Belgische Supercup
Super League · Eerste klasse (vrouwen) · Tweede klasse (vrouwen) · Beker van België (vrouwen) · Belgische Supercup (vrouwen)